# Posthistoire
Der Begriff Posthistoire (französisch; [pəʊst istwaʁ]) bezeichnet die Zeit nach dem Ende der Geschichte. Das Posthistoire ist nicht mit der Postmoderne zu verwechseln. Plädiert diese für ein Ende bzw. einen Funktionswandel der Geschichtsphilosophie, ist Posthistoire selbst als ein geschichtsphilosophisches Konzept und „historische Zeiterfahrung“ zu interpretieren. Der Begriff soll eine Epochenstimmung charakterisieren.

## Inhalt und Vertreter
Der Begriff des Posthistoire wird u. a. gebraucht als Diagnose der Gegenwart als Nachgeschichte (Vilém Flusser), als neue Qualität von Kultur, in der die alten Weltbilder und Handlungsweisen nicht mehr greifen und nach neuen gesucht werden muss. Posthistoire heißt nicht, dass nichts mehr geschähe. Aber es ändere sich im Wesentlichen nichts mehr an der Grundstruktur der westlichen Gesellschaft, für die es keine Umbrüche mehr gäbe. Im Posthistoire betritt der nachgeschichtliche Mensch die Weltbühne.
Die wohl berühmteste Figuration des Posthistoire mit gleichzeitiger Kritik daran lieferte Friedrich Nietzsche in Zarathustras Lehre vom „Letzten Menschen“. Als Vertreter des Posthistoire gelten Oswald Spengler, Arnold Gehlen, Dietmar Kamper, Jean Baudrillard und Francis Fukuyama.

## Postmoderne vs. Posthistoire
Das Konzept des Posthistoire ist von dem der Postmoderne zu unterscheiden. Der postmoderne Philosoph Jean-François Lyotard diskutierte die Frage, ob es heute noch möglich sei, „Ereignisse nach der Idee einer allgemeinen Geschichte der Menschheit“ zu organisieren. Postmoderne im Sinne Lyotards ist somit als die Verabschiedung großer Erzählungen vom Sinn der Geschichte als linearem Fortschrittsmodell zu verstehen. Die postmoderne Philosophie widerspricht damit der Hegelschen Auffassung vom vernunftgeleiteten, vom Weltgeist beseelten Verlauf der Weltgeschichte.
Kritik der Postmoderne richtet sich damit gegen eine bestimmte Konzeption von Geschichte, aber nicht zwingend gegen Geschichte selbst. Sofern die Postmoderne das Ende bzw. den Funktionswandel von Geschichtsphilosophie einfordert, unterscheidet sie sich somit vom Posthistoire. Dessen Verfechter nehmen selbst oftmals geschichtsphilosophische Erzählungen im von Lyotard kritisierten Verständnis in Anspruch, sofern sie unter geschichtsphilosophischen Prämissen das Ende der Geschichte ausrufen. So hat sich zuletzt der amerikanische Politikwissenschaftler Francis Fukuyama in seinem Buch „Das Ende der Geschichte“ gerade auf das Geschichtsdenken Hegels berufen und ein evolutionäres Ziel der Weltgeschichte entworfen. Nach Fukuyama, so seine Überzeugung in den 1990er Jahren, liegt dieses in der weltweiten Ausbreitung liberaler Demokratie. Später revidierte Fukuyama diesen Ansatz und erklärte, dass in islamisch geprägten Ländern eine andere Dynamik zum Tragen komme.